# Clube de Regatas Barroso
Clube de Regatas Barroso foi uma agremiação esportiva brasileira, sediada em Brasília, no Distrito Federal.

## História
O clube disputou o Campeonato Brasiliense da Segunda Divisão de 1963.
No dia 8 de novembro de 1963 aconteceu a Assembléia Geral na qual foi decidida a desfiliação dos clubes Sobradinho, Brasil Central, Real, C. R. Barroso e A. E. Presidência.

## Estatísticas

### Participações
| Competição                | Competição                             | Temporadas | Melhor campanha     | Estreia | Última | P | R |
| Distrito Federal (Brasil) | Campeonato Brasiliense Segunda Divisão | 1          | Desconhecido (1963) | 1963    | 1963   | – | – |